# 2023－2024年西南印度洋熱帶氣旋季
2023-2024年西南印度洋熱帶氣旋季在2023年12月30日開始。
此文內容只包含在西南印度洋形成的熱帶氣旋的介紹。
風暴是由留尼汪氣象部發出報告。如果一個熱帶低氣壓在南緯0-40度，東經31-55度之間增強為中度熱帶風暴的話，馬達加斯加就會為它命名。當一個熱帶低氣壓在南緯0-40度，東經55-90度之間增強為中度熱帶風暴，毛里求斯將會為它命名。

## 已被國際命名的熱帶氣旋
- 如果一個熱帶低氣壓在南緯0-40度，東經31-90度之間增強為中度熱帶風暴的話，馬達加斯加或毛里求斯就會為它命名。由於每年都會有新的名字清單，所以不會停用名字。

以下所有氣旋的強度及其他相關資訊均以留尼汪氣象部公報為準。

### 熱帶氣旋阿爾瓦羅（Alvaro）
12月29日，一個低壓在貝拉東方形成，美國海軍研究實驗室給予擾動編號95S。
12月30日晚間8時，留尼旺氣象部把集結在南緯19.7度，東經36.5度的熱帶擾動95S評為不穩定天氣區，給予編號01。
12月31日下午2時，留尼旺氣象部將其升格為熱帶低氣壓。下午3時30分，聯合颱風警報中心對其發佈熱帶氣旋形成警報。晚間8時，留尼旺氣象部將其升格為中度熱帶風暴，並由馬達加斯加氣象局命名為阿爾瓦羅（Alvarol）。晚間8時，聯合颱風警報中心將其升格為熱帶風暴，並將其編號為04S。
1月1日下午2時，留尼旺氣象部將其升格為強烈熱帶風暴。
1月2日，留尼旺氣象部表示阿爾瓦羅於馬達加斯加阿齊莫-安德列發那區穆龍貝沿岸登陸。上午8時，留尼旺氣象部將其降格為中度熱帶風暴。晚間8時，留尼旺氣象部判定其已轉變為一陸上低壓。
1月3日凌晨2時，留尼旺氣象部再度將其升格為熱帶低氣壓。上午8時，留尼旺氣象部再度將其升格為中度熱帶風暴。下午2時，聯合颱風警報中心再度將其升格為熱帶風暴。
1月4日凌晨2時，留尼旺氣象部將其降格為後熱帶低氣壓。
事後，留尼旺氣象部將其補升格為熱帶氣旋。

### 熱帶氣旋貝拉爾（Belal）
1月11日，一熱帶擾動在留尼旺東北東形成，美國海軍研究實驗室給予其擾動編號為97S。晚間8時，留尼旺氣象部把集結在南緯10.4度，東經60.2度的熱帶擾動97S評為不穩定天氣區，給予編號02。
1月12日下午4時，聯合颱風警報中心對其發佈熱帶氣旋形成警報。晚間8時，留尼旺氣象部將其升格為熱帶低氣壓。同時，聯合颱風警報中心將其升格為熱帶風暴，並給予其熱帶氣旋編號05S。
1月13日上午8時，留尼旺氣象部將其升格為中度熱帶風暴，並由馬達加斯加氣象局命名為貝拉爾（Belal）。晚間8時，聯合颱風警報中心將其升格為一級熱帶氣旋。同時，留尼旺氣象部將其升格為強烈熱帶風暴。
1月14日上午8時，留尼旺氣象部將其升格為熱帶氣旋。晚間8時，聯合颱風警報中心將其升格為二級熱帶氣旋。
1月15日下午3時，留尼旺氣象部表示其已在聖羅斯附近登陸，為繼氣旋科利納後首個登陸留尼旺的熱帶氣旋。晚間8時，聯合颱風警報中心將其降格為一級熱帶氣旋。
1月16日凌晨2時，留尼旺氣象部將其降格為強烈熱帶風暴。上午8時，留尼旺氣象部再度將其升格為熱帶氣旋。晚間8時，留尼旺氣象部再度將其降格為強烈熱帶風暴。
1月17日晚間8時，留尼旺氣象部將其降格為中度熱帶風暴。
1月18日下午2時，留尼旺氣象部三度將其升格為強烈熱帶風暴。
1月19日凌晨2時，留尼旺氣象部再度將其降格為中度熱帶風暴。晚間8時，留尼旺氣象部將其降格為熱帶性低氣壓。

### 強烈熱帶風暴坎蒂斯（Candice）
1月21日，一熱帶擾動在馬蒂蘭港東北東形成，美國海軍研究實驗室給予其擾動編號為92S。
1月22日晚間8時，留尼旺氣象部把集結在南緯16.2度，東經59.5度的熱帶擾動92S評為不穩定天氣區，給予編號03。
1月24日早上7時，聯合颱風警報中心對其發佈熱帶氣旋形成警報。下午2時，留尼旺氣象部將其升格為熱帶低氣壓。晚間8時，留尼旺氣象部將其升格為中度熱帶風暴，並由毛里求斯氣象局於下午4時命名為坎蒂斯（Candice）。
1月25日上午8時，聯合颱風警報中心將其升格為熱帶風暴，並給予其編號為08S。
1月26日晚間8時，留尼旺氣象部將其升格為強烈熱帶風暴。
1月27日凌晨2時，留尼旺氣象部將其降格為中度熱帶風暴。下午2時，留尼旺氣象部將其降格為後熱帶性低氣壓。

### 強烈熱帶氣旋安格瑞克（Anggrek）
1月25日晚上8時，留尼旺氣象部判定安格瑞克（Anggrek）已進入其責任區，並對其接續發報，評定之風速為75節(每小時140公里)，強度則是熱帶氣旋。
1月26日凌晨2時，聯合颱風警報中心將其升格為二級熱帶氣旋。下午2時，留尼旺氣象部將其升格為強烈熱帶氣旋。下午2時，聯合颱風警報中心將其升格為三級熱帶氣旋。
1月27日上午8時，留尼旺氣象部將其降格為熱帶氣旋。晚間8時，留尼旺氣象部再度將其升格為強烈熱帶氣旋。
1月28日上午8時，聯合颱風警報中心將其降格為二級熱帶氣旋。晚上8時，聯合颱風警報中心再度將其升格為三級熱帶氣旋。
1月29日上午8時，聯合颱風警報中心將其升格為四級熱帶氣旋。
1月30日上午2時，聯合颱風警報中心將其降格為三級熱帶氣旋。上午8時，留尼旺氣象部將其再度降格為熱帶氣旋。下午2時，聯合颱風警報中心再度將其降格為二級熱帶氣旋。
1月31日上午11時，留尼旺氣象部將其降格為強烈熱帶風暴。

### 強烈熱帶氣旋朱古（Djoungou）
2月9日，一個低壓在英屬印度洋領地西南方形成，美國海軍研究實驗室給予擾動編號90S。
2月15日上午8時，留尼旺氣象部把集結在南緯14.8度，東經64.0度的熱帶擾動90S評為不穩定天氣區，給予編號06。中午12時，聯合颱風警報中心對其發佈熱帶氣旋形成警報。晚上8時，留尼旺氣象部將其升格為熱帶低氣壓 。
2月16日凌晨2時，留尼旺氣象部將其升格為中度熱帶風暴，並由毛里裘斯氣象局命名為朱古（Djoungou）。同時，聯合颱風警報中心將其升格為熱帶風暴，並給予熱帶氣旋編號13S。
2月17日凌晨2時，留尼旺氣象部將其升格為強烈熱帶風暴。上午9時，聯合颱風警報中心將其升格為一級熱帶氣旋。晚間8時，留尼旺氣象部將其升格為熱帶氣旋。
2月18日凌晨2時，聯合颱風警報中心直接將其升格為三級熱帶氣旋。上午10時，聯合颱風警報中心將其升格為四級熱帶氣旋。下午2時，留尼旺氣象部將其升格為強烈熱帶氣旋。
2月19日凌晨2時，聯合颱風警報中心將其降格為三級熱帶氣旋。下午2時，聯合颱風警報中心將其降格為二級熱帶氣旋。晚間8時，留尼旺氣象部將其降格為後熱帶低氣壓。晚間9時，聯合颱風警報中心將其降格為一級熱帶氣旋。

### 強烈熱帶風暴埃莉諾（Eleanor）
2月17日，一個低壓在馬達加斯加以東形成，美國海軍研究實驗室給予擾動編號95S。
2月18日上午11時，聯合颱風警報中心對其發佈熱帶氣旋形成警報。晚間8時，留尼旺氣象部把集結在南緯15.9度，東經52.8度的熱帶擾動95S評為不穩定天氣區，給予編號07。
2月19日上午8時，留尼旺氣象部將其升格為熱帶低氣壓。同時，聯合颱風警報中心將其升格為熱帶風暴，並給予熱帶氣旋編號16S。
2月20日上午8時，留尼旺氣象部將其升格為中度熱帶風暴，並由模里西斯氣象局命名為埃莉諾（Eleanor）。
2月21日下午2時，留尼旺氣象部將其升格為強烈熱帶風暴。
2月23日晚間8時，留尼旺氣象部將其降格為中度熱帶風暴。

### 強烈熱帶風暴菲利波（Filipo）
3月1日，一個低壓在馬達加斯加東北方形成，美國海軍研究實驗室給予擾動編號90S。
3月2日晚間8時，留尼旺氣象部把集結在南緯11.9度，東經55.3度的熱帶擾動90S評為不穩定天氣區，給予編號08。
留尼旺氣象部在其後發佈的一報中，將其在3月3日下午2時和晚間8時的強度調高為熱帶低氣壓。
3月4日下午2時，留尼旺氣象部表示其已經消散，但可能會在其向南時再次變為不穩定天氣區。
3月10日下午2時，留尼旺氣象部再次將熱帶擾動90S評為不穩定天氣區。下午5時，聯合颱風警報中心對其發佈熱帶氣旋形成警報。晚間8時，留尼旺氣象部再次將其升格為熱帶低氣壓。
3月11日凌晨2時，留尼旺氣象部將其升格為中度熱帶風暴，並由馬達加斯加氣象局命名為菲利波（Filipo）。同時，聯合颱風警報中心將其升格為熱帶風暴，並給予熱帶氣旋編號17S。
3月12日凌晨2時，留尼旺氣象部將其升格為強烈熱帶風暴。上午11時，留尼旺氣象部表示其已經登陸伊尼揚巴內省伊哈索羅鎮。下午2時，留尼旺氣象部將其降格為中度熱帶風暴。
3月13日凌晨2時，留尼旺氣象部將其降格為陸上低壓。下午2時，留尼旺氣象部再次將其升格為中度熱帶風暴。
3月14日下午2時，留尼旺氣象部將其降格為後熱帶低氣壓。

### 熱帶氣旋伽瑪尼（Gamane）
3月22日，一個低壓在馬達加斯加東北方形成，美國海軍研究實驗室給予擾動編號95S。
3月25日下午2時，留尼旺氣象部把集結在南緯12.7度，東經51.7度的熱帶擾動95S評為不穩定天氣區，給予編號09。晚間9時30分，聯合颱風警報中心對其發佈熱帶氣旋形成警報。
3月26日凌晨2時，留尼旺氣象部將其升格為熱帶低氣壓。上午8時，聯合颱風警報中心將其升格為熱帶風暴，並給予熱帶氣旋編號20S。上午10時，留尼旺氣象部認為其增強為中度熱帶風暴，並由馬達加斯加氣象局命名為伽瑪尼（Gamane）。下午2時，留尼旺氣象部將其升格為強烈熱帶風暴。
3月27日凌晨2時，留尼旺氣象部將其升格為熱帶氣旋。上午8時，聯合颱風警報中心直接將其升格為二級熱帶氣旋。上午11時，留尼旺氣象部表示其已經在馬達加斯加薩瓦區武希馬里納登陸。晚間8時，留尼旺氣象部將其降格為強烈熱帶風暴。同時，聯合颱風警報中心直接將其降格為熱帶風暴。
3月28日凌晨2時，留尼旺氣象部將其降格為中度熱帶風暴。上午8時，留尼旺氣象部認為其已轉變為一陸上低壓。下午2時，留尼旺氣象部再度將其升格為熱帶擾動。晚間8時，聯合颱風警報中心將其降格為熱帶低氣壓。
3月29日晚間8時，留尼旺氣象部認為其已經消散，但預料其會有一定機率在出海後繼續發展。

### 熱帶氣旋希達亞（Hidaya）
4月26日，一個低壓在塞舌爾西方形成，美國海軍研究實驗室給予擾動編號90S。
4月30日晚間8時，留尼旺氣象部把集結在南緯7.7度，東經45.0度的熱帶擾動90S評為不穩定天氣區，給予編號10。
5月1日上午8時，留尼旺氣象部將其升格為熱帶低氣壓。上午10時，聯合颱風警報中心對其發佈熱帶氣旋形成警報。
5月2日凌晨2時，留尼旺氣象部將其升格為中度熱帶風暴，並由馬達加斯加氣象局命名為希達亞（Hidaya）。同時，聯合颱風警報中心將其升格為熱帶風暴，並給予熱帶氣旋編號23S。
5月3日凌晨2時，留尼旺氣象部將其升格為強烈熱帶風暴。上午8時，留尼旺氣象部將其升格為熱帶氣旋。同時，聯合颱風警報中心將其升格為一級熱帶氣旋。
5月4日凌晨2時，留尼旺氣象部將其降格為強烈熱帶風暴。
希達亞成為該地區（南緯10度、東經45度）觀察歷史上最強熱帶氣旋。

### 熱帶氣旋亞利（Ialy）
5月14日，一個低壓在安齊拉納納東方形成，美國海軍研究實驗室給予擾動編號92S。
5月16日下午2時，留尼旺氣象部把集結在南緯9.0度，東經53.0度的熱帶擾動92S評為不穩定天氣區，給予編號11。晚間8時，留尼旺氣象部直接將其升格為中度熱帶風暴，並命名為亞利（Ialy）。
同時，聯合颱風警報中心將其升格為熱帶風暴，並給予熱帶氣旋編號24S。
5月19日上午8時，留尼旺氣象部將其升格為強烈熱帶風暴。
5月20日上午8時，留尼旺氣象部將其降格為中度熱帶風暴。
5月21日凌晨2時，留尼旺氣象部再次將其升格為強烈熱帶風暴。下午2時，聯合颱風警報中心將其升格為一級熱帶氣旋。晚上8時，留尼旺氣象局將其升格為熱帶氣旋。

## 未被國際命名的熱帶氣旋
除了被命名的熱帶氣旋外，還有一些沒被命名的低氣壓和被聯合颱風警報中心認為是熱帶風暴的熱帶氣旋。以下列出那些熱帶氣旋的資料。

### 熱帶低氣壓05
1月29日，一個低壓在馬斯克林群島東北方形成，美國海軍研究實驗室給予擾動編號93S。
1月30日上午8時，留尼旺氣象部把集結在南緯17.7度，東經64.7度的熱帶擾動93S評為不穩定天氣區，給予編號05。晚間8時，留尼旺氣象部將其升格為熱帶低氣壓。晚間9時30分，聯合颱風警報中心對其發佈熱帶氣旋形成警報。
1月31日上午8時，聯合颱風警報中心將其升格為熱帶風暴。
2月1日下午2時，留尼旺氣象部將其降格為殘餘低壓。

### 熱帶風暴25S
5月18日，一個低壓在馬爾代夫南方形成，美國海軍研究實驗室給予擾動編號93S。
5月19日晚間10時，聯合颱風警報中心對其發佈熱帶氣旋形成警報。
5月20日凌晨2時，聯合颱風警告中心將其升格為熱帶風暴，並給予熱帶氣旋編號25S。下午2時，聯合颱風警報中心認為其已消散，並對其發佈最後一報。

## 風暴名單
西南印度洋的熱帶氣旋是由世界氣象組織西南印度洋熱帶氣旋委員會命名。由毛里裘斯、馬拉維、莫桑比克、納米比亞、塞舌爾、南非、斯威士蘭、津巴布韋、坦桑尼亞、博茨瓦納、科摩羅、萊索托和馬達加斯加提供名字。當熱帶氣旋在東經55度以西達到「中度熱帶風暴」的強度，位於馬達加斯加的熱帶氣旋警告中心就會為該系統命名。當熱帶氣旋在東經55度及東經90度之間達到「中度熱帶風暴」的強度，位於毛里裘斯的熱帶氣旋警告中心就會為該系統命名。本年未用名稱以灰色表示，黑體字表示今年已經使用過，粗體名稱表示該風暴活躍中，橙色表示下一個即將使用的熱帶氣旋名稱。每季風暴名稱僅使用一次，季後留尼旺氣象部會把已使用的名稱除名，未使用的名稱將會保留至下一輪中使用。
| - Alvaro - Belal - Candice - Djoungou - Eleanor - Filipo - Gamane - Hidaya - Ialy | - Jeremy（未用） - Kanga（未用） - Ludzi（未用） - Melina（未用） - Noah（未用） - Onias（未用） - Pelagie（未用） - Quamar（未用） - Rita（未用） | - Solani（未用） - Tarik（未用） - Urilia（未用） - Vuyane（未用） - Wagner（未用） - Xusa（未用） - Yarona（未用） - Zacarias（未用） |

如果熱帶氣旋從澳洲地區進入西南印度洋（在東經90度以西），它會繼續沿用澳洲氣象局為它命名的名字。以下的熱帶氣旋都是使用這方法作出命名。
- Anggrek

## 氣旋季影響
以下表格顯示了2023－2024年西南印度洋熱帶氣旋季的所有熱帶氣旋以及它們的登陸資料。在括號內的死亡人數屬於非直接，但仍與風暴有關的死亡。所有破壞及死亡數字都包括風暴在擾動及溫帶氣旋階段時的資料。
| 風暴名稱 | 持續日期                         | 最高強度     | 持續風速      | 氣壓                           | 影響地區                                       | 損失 （美元） | 死亡人數 | 來源 |
| -------- | -------------------------------- | ------------ | ------------- | ------------------------------ | ---------------------------------------------- | ------------- | -------- | ---- |
| 阿爾瓦羅 | 12月30日－1月5日                 | 熱帶氣旋     | 每小時120公里 | 982百帕斯卡（29.00英寸汞柱）   | 莫三比克、馬達加斯加                           | 無            | 19       |      |
| 貝拉爾   | 1月11日－1月19日                 | 熱帶氣旋     | 每小時140公里 | 968百帕斯卡（28.59英寸汞柱）   | 留尼旺、模里西斯、馬斯克林群島                 | 2.75億        | 6        |      |
| 坎蒂斯   | 1月21日－1月27日                 | 強烈熱帶風暴 | 每小時100公里 | 980百帕斯卡（28.94英寸汞柱）   | 留尼旺、模里西斯                               | 無            | 無       |      |
| 安格瑞克 | 1月25日(進入西南印度洋)－1月31日 | 強烈熱帶氣旋 | 每小時185公里 | 950百帕斯卡（28.05英寸汞柱）   | 無                                             | 無            | 無       |      |
| 05       | 1月30日－2月2日                  | 熱帶低氣壓   | 每小時55公里  | 999百帕斯卡（29.50英寸汞柱）   | 無                                             | 無            | 無       |      |
| 朱古     | 2月15日－2月20日                 | 強烈熱帶氣旋 | 每小時215公里 | 928百帕斯卡（27.40英寸汞柱）   | 無                                             | 無            | 無       |      |
| 埃莉諾   | 2月15日－2月24日                 | 強烈熱帶風暴 | 每小時100公里 | 984百帕斯卡（29.06英寸汞柱）   | 模里西斯、留尼旺                               | 無            | 無       |      |
| 菲利波   | 3月2日－3月15日                  | 強烈熱帶風暴 | 每小時100公里 | 989百帕斯卡（29.21英寸汞柱）   | 馬達加斯加、馬約特島、莫三比克、史瓦帝尼、南非 | 15.7萬        | 2        |      |
| 伽瑪尼   | 3月25日－3月29日                 | 熱帶氣旋     | 每小時150公里 | 970百帕斯卡（28.64英寸汞柱）   | 馬達加斯加                                     | 7500萬        | 19       |      |
| 希達亞   | 4月30日－5月4日                  | 熱帶氣旋     | 每小時150公里 | 967百帕斯卡（28.56英寸汞柱）   | 塞席爾、科摩羅群島、坦桑尼亞、肯亞             | 1.85億        | 5        |      |
| 亞利     | 5月16日－5月23日                 | 熱帶氣旋     | 每小時120公里 | 983百帕斯卡（29.03英寸汞柱）   | 塞席爾、馬達加斯加、坦桑尼亞、索馬利亞         | 很少          | 2        |      |
| 25S      | 5月20日－5月20日                 | 熱帶風暴     | 每小時65公里  | 1,002百帕斯卡（29.59英寸汞柱） | 無                                             | 無            | 無       |      |
| 季節總結 |                                  |              |               |                                |                                                |               |          |      |
| 12個氣旋 | 12月30日－5月20日                |              | 每小時215公里 | 922百帕斯卡（27.23英寸汞柱）   |                                                | 5.35億        | 53       |      |

## 外部連結
- 聯合颱風警報中心 (JTWC)（页面存档备份，存于）
- 法國氣象局 (RSMC La Réunion)（页面存档备份，存于）
- 世界氣象組織（页面存档备份，存于）